# Quédate (canción de Pee Wee)
«Quédate» es una canción del álbum debut de Pee Wee llamado Yo Soy. Fue lanzado como el segundo sencillo promocional del álbum en vivo de El show de los sueños en noviembre de 2008. Posteriormente fue escogido como el segundo sencillo oficial del álbum de Pee Wee. Un remix con Sardi fue lanzado el 19 de enero de 2010.

## Posicionamiento
| Listas (2009)             | Posición |
| ------------------------- | -------- |
| Billboard Latin Pop Songs | 36       |
| Los 40 principales México | 29       |